# Gustav Boija
Kurt Emil Gustav Boija (i riksdagen kallad Boija i Norrköping), född 21 februari 1914 i Timrå, död 30 maj 2000 i Norrköpings Matteus församling, var en svensk ingenjör, tjänsteman och politiker (folkpartist).
Gustav Boija, som till utbildningen var ingenjör, arbetade som personalchef vid Holmens bruk AB. Han var också kommunalt aktiv i Norrköping, där han var kommunalråd 1968-1973.
Boija var riksdagsledamot 1953-1962 i andra kammaren för Östergötlands läns valkrets. I riksdagen var han bland annat suppleant i bankoutskottet 1953-1960 och därefter ledamot i samma utskott 1961-1962. Han var främst aktiv i forsknings- och utbildningsfrågor men engagerade sig även i försvarspolitik.